# Margrit Staub-Hadorn
Margrit Staub-Hadorn (* 16. März 1941 in Belp; † 15. Oktober 2007 in Thun) war eine Schweizer TV-Ansagerin, Moderatorin und Autorin.

## Leben
Aufgewachsen in Belp und Wichtrach, besuchte Margrit Hadorn zunächst das Lehrerinnenseminar in Thun. Anschliessend liess sie sich am Konservatorium Bern zur Schauspielerin ausbilden.
Ab 1965 war sie beim Schweizer Radio DRS als Moderatorin und Redaktorin in wechselnden Betätigungsfeldern angestellt. Dabei moderierte sie ab 1970 während längerer Zeit die tägliche Frühsendung und später die Visite.  Ab 1968 arbeitete sie während zehn Jahren zusätzlich als TV-Ansagerin beim Schweizer Fernsehen. Nach ihrer Heirat mit dem Zürcher Journalisten und Jazzmusiker Ueli Staub im Jahr 1978 führte sie ihre Tätigkeiten weiter, wechselte aber beim Schweizer Fernsehen zur Sendung Chumm u lueg, die sie bis 1991 moderierte.
Nach ihrer Pensionierung im März 2004 arbeitete Staub als freie Autorin weiterhin für das Schweizer Radio. Sie verfasste insbesondere Texte in Berner Mundart wie Gedanke zum nöie Tag und Margrits Surftrip. Ihre „Gedankefötzeli“ – kleine radiophone Aphorismen – erschienen auch in Buchform. Am 15. Oktober 2007 erlag Margrit Staub im Regionalspital Thun ihrer schweren Krankheit.

## Werke
- Tempi Passati. Kinder, wie die Zeit vergeht! Ein Prominenten-Fotoalbum. Fotos von Ueli Staub, Verbandsdruckerei, Bern 1978
- Aues für d Chatz. Gedanke zum nöie Tag, Cosmos, Muri bei Bern 1995
- Die gelbe Ottomane. Geschichten mit Rissen im Boden, Cosmos, Muri 1997
- Masch o ne Schnitz? Gedanke zum nöie Tag u Gedankefötzeli, Cosmos, Muri 1998
- Churz u guet. Gedankefötzeli, Cosmos, Muri 2001
- Anna und Johanna. Eine Art Liebesbriefe (mit Angelica Schorre), Cosmos, Muri 2003
- Zäme schnure. Gschichte zum nöie Tag, Cosmos, Muri 2004
- Zum letschte Mau. Gschichte u Gedankefötzeli, Cosmos, Muri 2007